# The Glass Slipper
The Glass Slipper is een Amerikaanse muziekfilm uit 1955 onder regie van Charles Walters. Het scenario is gebaseerd op het sprookje Assepoester van de Franse auteur Charles Perrault. Destijds werd de film in Nederland uitgebracht onder de titel Het glazen muiltje.

## Verhaal
Het onbegrepen weesmeisje Ella droomt ervan om ooit in het paleis te wonen. Haar stiefmoeder verwent haar eigen dochters, terwijl ze Ella het vuile werk laat opknappen. Op een dag maakt Ella kennis met prins Charles en zijn vriend Kovin, die haar wijsmaakt dat Charles de zoon is van de hofkok. Ze krijgt van hem een uitnodiging voor het bal. De zonderlinge mevrouw Toquet leent haar een japon en glazen muiltjes.

## Rolverdeling
| Acteur              | Personage      |
| ------------------- | -------------- |
| Leslie Caron        | Ella           |
| Michael Wilding     | Prins Charles  |
| Keenan Wynn         | Kovin          |
| Estelle Winwood     | Mevrouw Toquet |
| Elsa Lanchester     | Weduwe Sonder  |
| Barry Jones         | Hertog         |
| Amanda Blake        | Birdena        |
| Lisa Daniels        | Serafina       |
| Lurene Tuttle       | Nicht Loulou   |
| Liliane Montevecchi | Tehara         |